# Bertoldo di Giovanni
Bertoldo di Giovanni (* nach 1420 in Florenz; † im Dezember 1491 in Poggio a Caiano in der Villa Medici) war ein florentinischer Bildhauer und Medailleur der Renaissance.

## Leben
Bertoldo di Giovanni war ein Schüler Donatellos, arbeitete lange Zeit in der Werkstätte seines Meisters und führte nach dessen Tod 1466 unvollendet hinterlassene Werke aus, darunter die bronzenen Kanzelreliefs aus dem Leben Christi in San Lorenzo zu Florenz. Später wurde er Haupt und Lehrer der Schule für Maler und namentlich für Bildhauer, die der prachtliebende Lorenzo de’ Medici in seinem Garten errichtet hatte. Bertoldo war zugleich Aufseher über die Antiken dort. In dieser Schule lernten die bedeutendsten Bildhauer ihrer Zeit, darunter Michelangelo, Baccio da Montelupo, Rustici, Adriano Fiorentino und Sansovino.

## Werk

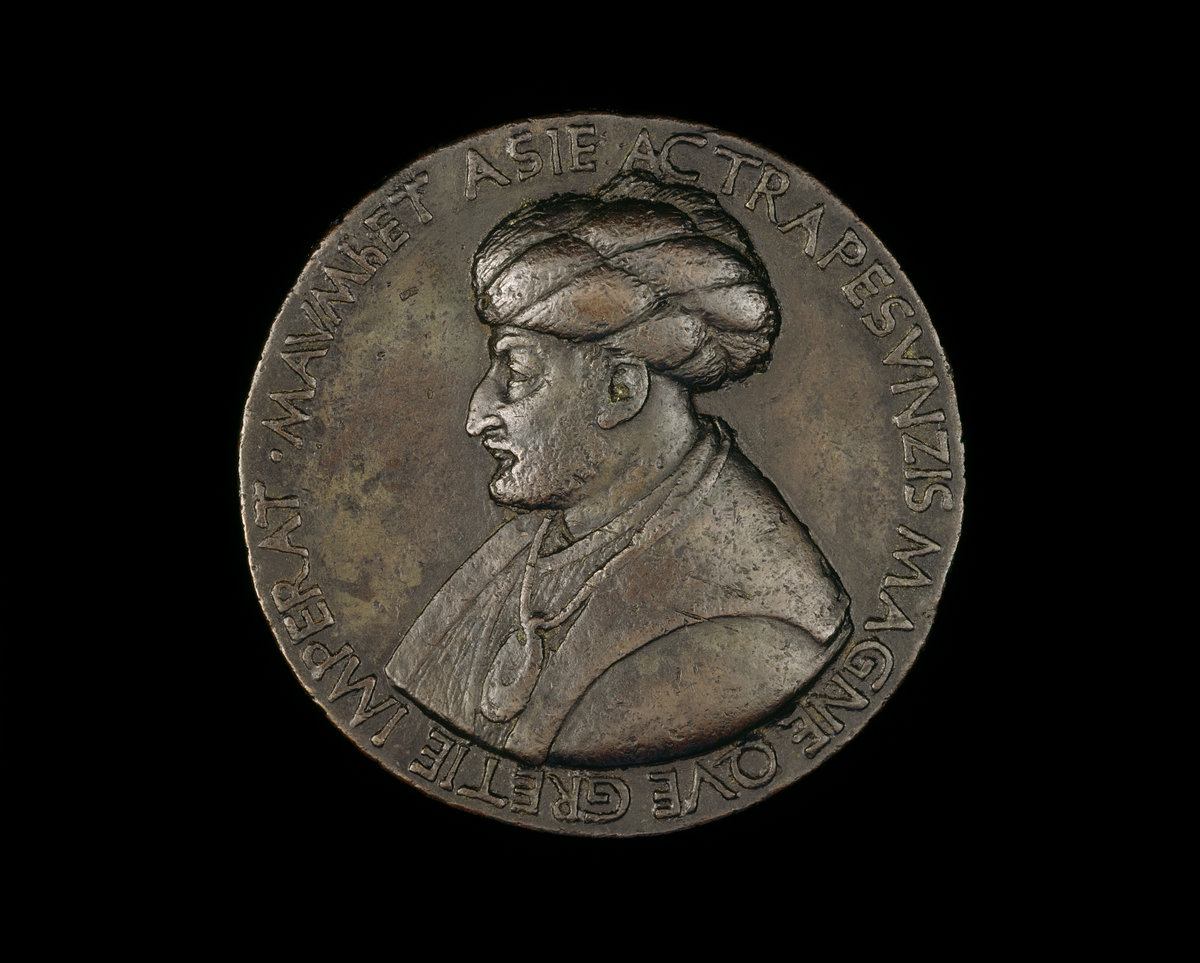
Mehmed II., Medaille Bertoldo di Giovannis. Galvano

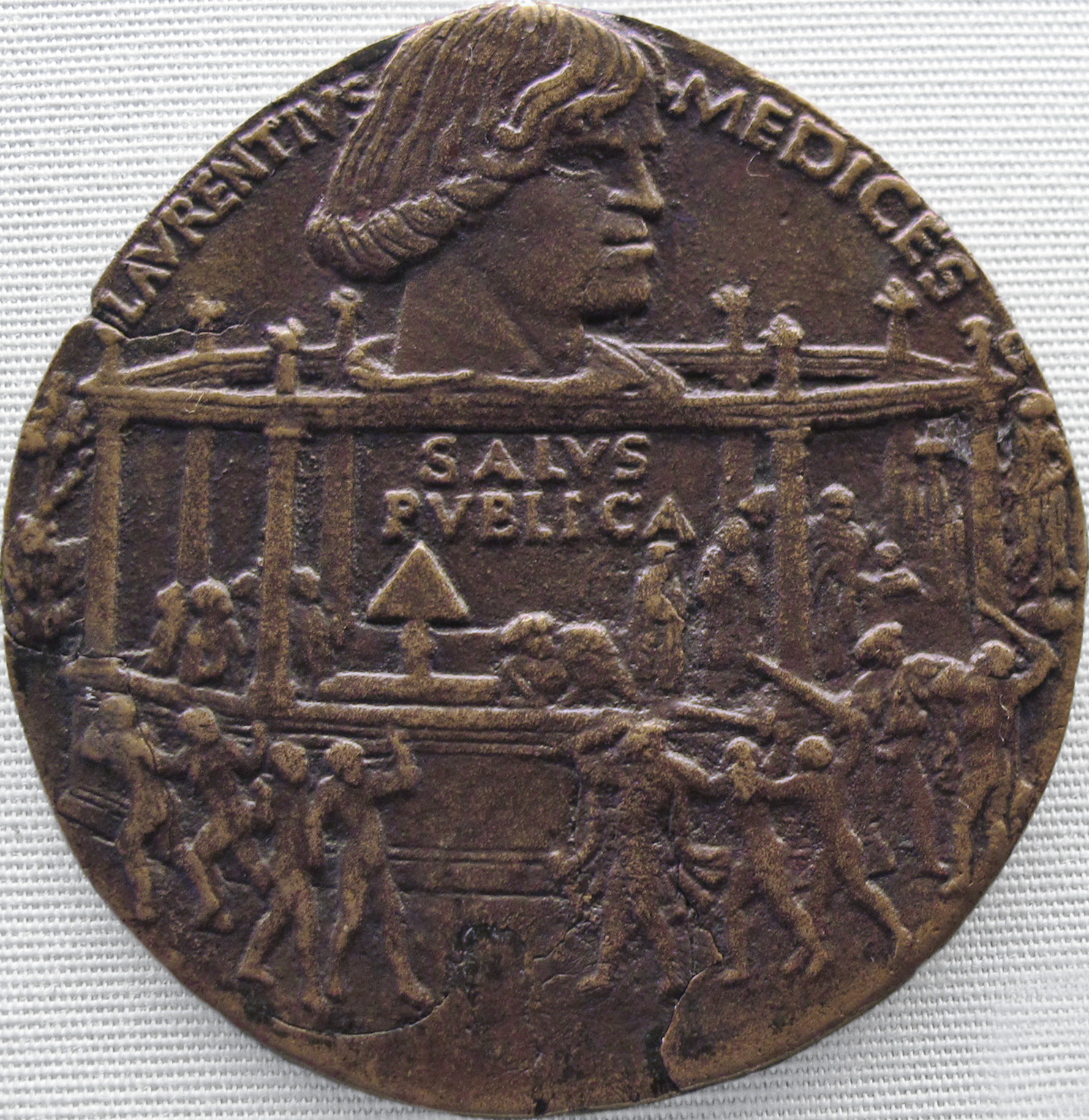
Bertoldo di Giovanni, Medaille auf die Pazzi-Verschwörung (1478)

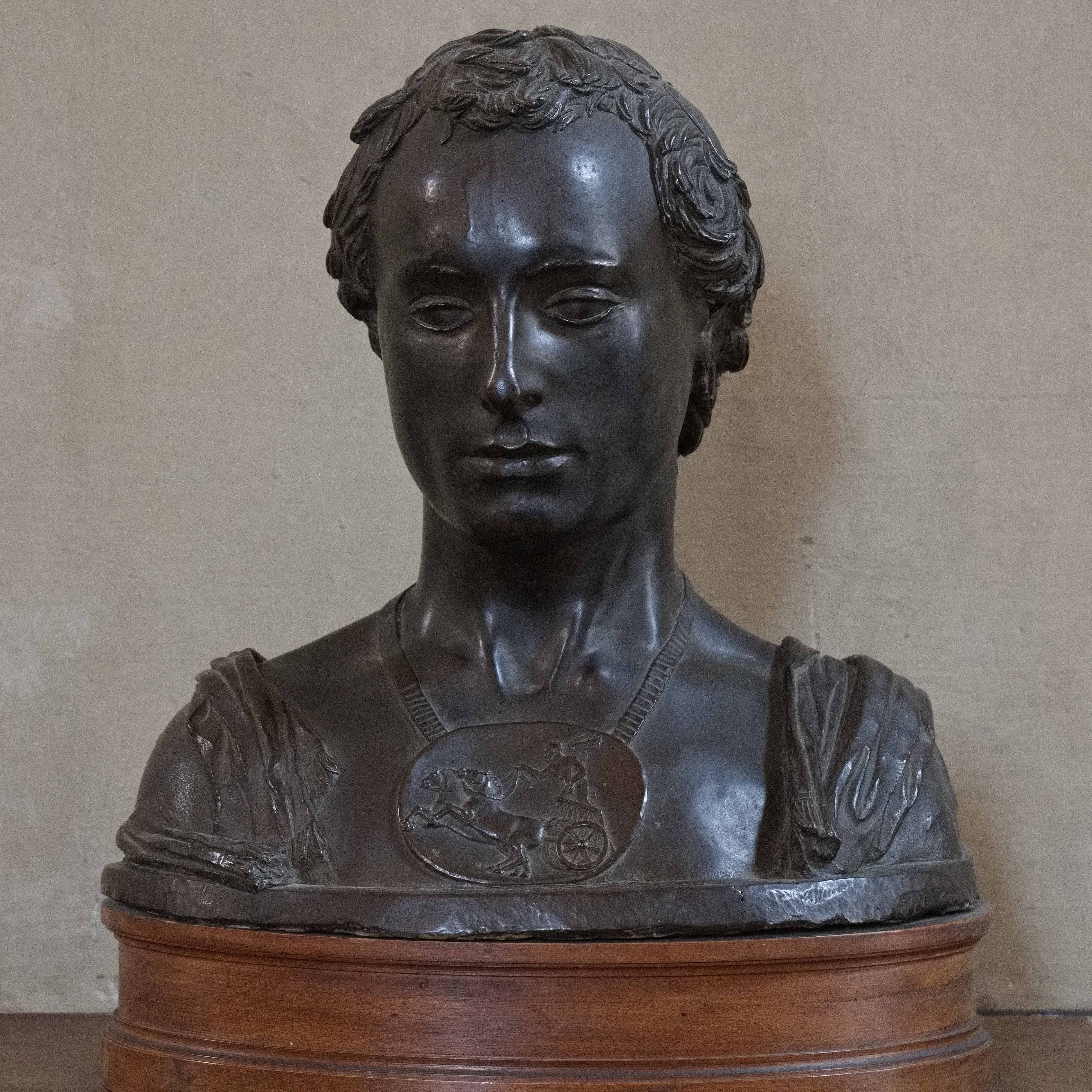
Bertoldo di Giovanni (zugeschrieben), Junger Philosoph, um 1470, Florenz, Bargello

Eine Reihe seiner hervorragenden Medaillen waren früher fälschlicherweise Antonio Pollaiuolo zugeschrieben worden.